# 庄子健
庄子 健（しょうじ たけし、1980年5月11日 - ）は、日本の車いすラグビー選手。宮城県仙台市出身。RIZE CHIBA所属。

## 略歴
小・中学校の頃は、剣道をやっていて内装解体の仕事を行っていた21歳の時落下事故に遭い、脊髄の一番上頸随を損傷。車いすラグビーは入院中の病院で紹介されたのが始めたきっかけ。パラリンピックではロンドン大会・リオデジャネイロ大会で日本代表に選ばれてリオデジャネイロ大会では初のメダル獲得に貢献。